# Charles Brown-Sequard
Charles-Édouard Brown-Sequard (Port Louis, 8 aprile 1817 – Sceaux, 2 aprile 1894) è stato un fisiologo e neurologo britannico e francese.

## Vita
Charles-Édouard Brown nacque a Port Louis, nella Repubblica di Mauritius, negli anni in cui l'isola passò dal dominio francese a quello inglese. La madre, Henriette Charlotte Pelerine Séquard, nativa dell'Isola di Reunione, sposò un capitano di ventura americano, ma di origini irlandesi, Edward Brown.
Tuttavia, il piccolo Charles non conobbe mai il padre: costui, proprio mentre la moglie era incinta, fu costretto, a causa di una carestia, a dirigere la propria imbarcazione verso Bombay per acquistare del riso, ma non fece più ritorno.
Egli fu allevato dalla famiglia materna, di origine francese, e quando era ancora un infante, fu costretto a traslocare dopo che la madre riuscì a salvarlo per miracolo da un incendio che devastò la casa, stabilendosi con la genitrice sulle salubri colline che circondavano la città.
Fu probabilmente il nome della strada in cui nacque, Rue de Shakespeare ad istillare nel giovane il desiderio di diventare poeta.
Si trasferì in Francia, a Parigi per completare gli studi e laurearsi in medicina e quindi nel 1846 ritornò in Africa con l'intenzione di praticare la sua attività, ma nel 1852 si spostò in America, dove lavorò presso la facoltà della Università della Virginia.

In seguito ritornò a Parigi, e nel 1859 emigrò a Londra per incominciare l'attività di fisiologo al National Hospital for the Paralysed and Epileptic, dove restò per circa cinque anni approfondendo le sue conoscenze sulla patologia del sistema nervoso.

Nel 1864 attraversò l'oceano per assumere il ruolo di professore di neuropatologia e fisiologia alla Harvard University. Lo stesso ruolo lo ottenne successivamente alla scuola di medicina di Parigi e nuovamente in America, però a New York questa volta.

Questo gran viaggiatore riscavalcò ancora, per un'ultima volta, l'Atlantico, per insediarsi a Parigi e succedere a Claude Bernard, nel 1878 e rimase lì fino alla sua morte avvenuta il 2 aprile 1894. 

Otto anni prima era divenuto membro dell'Accademia francese delle scienze.

## Lavori
Brown-Séquard fu un grande osservatore e sperimentalista in vari ambiti. Contribuì in buona parte all'allargamento delle conoscenze sul sangue, sul sistema nervoso e sulla fisiologia degli animali e umana. È stato il primo scienziato a lavorare sulla fisiologia del midollo spinale e una sindrome riguardante la tematica ha preso il suo nome.
Nel 1889, formulò l'ipotesi della secrezione endogena integrativa per consentire un'organoterapia; non è un caso se Brown-Sequard viene considerato uno dei padri della endocrinologia moderna, dato che intuì l'esistenza di sostanze in grado di svolgere il compito di controllori e di regolatori fisiologici (ormoni), per di più secrete dall'organismo stesso. Brown-Sequard diffuse gratuitamente vari campioni di liquido estratto dai testicoli di cani e di altre cavie e grazie a questo impulso l'ambiente medico-scientifico in tutto il mondo si attivò in ricerche che portarono il futuro Nobel Fritz Pregl, verso la fine del XIX secolo, a esperimenti atti a verificare il miglioramento delle prestazioni fisiche indotto da sostanze testicolari.